# Scraps at Midnight
Scraps at Midnight (с англ. — «Заметки в полночь») — третий сольный альбом американского рок-музыканта Марка Ланегана, изданный в 1998 году.

## Информация об альбоме
Альбом открывает песня «Hospital Roll Call», которую многие поклонники Ланегана интерпретируют как хитрую ссылку на номер больничной палаты, в которой находился музыкант во время своего очередного попадания в реабилитационный центр. Эту тему расширяет «Hotel», а «Stay» и «Bell Black Ocean» рассказывают о любви и нежности. «Last One In The World» возможно посвящена другу Марка Курту Кобейну, который ушёл из жизни в 1994 году. Scraps at Midnight можно считать последней частью в трилогии альбомов The Winding Sheet — Whiskey for the Holy Ghost — Scraps at Midnight, тревожные тексты которых вдохновлены американской фолк-музыкой и исследуют тему потери и греха. В интервью 2004 года музыкант поделился идеей создания своих альбомов: «Это всегда было моей цель, когда я начинал… Это была своего рода моя навязчивая идея, сделать записи с чувством блюза, с его духом, но при этом, я думаю, это не то, что мы считаем традиционным блюзом, который является скучным и устаревшым, в нём я совсем не заинтересован. Я заинтересован в настоящих чувствах.»

## Список композиций
| #   | Название              | Продолжительность | Автор(ы)                                    |
| --- | --------------------- | ----------------- | ------------------------------------------- |
| 1.  | Hospital Roll Call    | 2:58              | Марк Ланеган                                |
| 2.  | Hotel                 | 3:10              | Ланеган                                     |
| 3.  | Stay                  | 3:29              | Ланеган, Майк Джонсон                       |
| 4.  | Bell Black Ocean      | 2:43              | Ланеган, Джонсон, Кени Ричардс              |
| 5.  | Last One in the World | 4:24              | Ланеган, Джонсон                            |
| 6.  | Wheels                | 4:35              | Ланеган                                     |
| 7.  | Waiting on a Train    | 4:32              | Ланеган, Джонсон                            |
| 8.  | Day and Night         | 3:16              | Ланеган                                     |
| 9.  | Praying Ground        | 3:07              | Ланеган, Джонсон                            |
| 10. | Because of This       | 8:19              | Ланеган, Джонсон, Ричардс, Пол Солджер Дана |

## Участники записи
- Марк Ланеган — вокал, гитара
- Майк Джонсон — гитара
- Фил Спаркс — бас-гитара
- Тэд Дойл — ударные
- Джей Маскис — фортепиано
- Тэрри Йон — губная гармоника
- Лиз Барнс — голос